# Las Vegas Locomotives
I Las Vegas Locomotives, spesso chiamati solo Locos, furono una franchigia professionistica di football americano con sede a Las Vegas, Nevada, che giocava nella United Football League. La squadra disputò le sue gare casalinghe al Sam Boyd Stadium, stadio della University of Nevada, Las Vegas. Jim Fassel fu il capo-allenatore della franchigia, presidente e general manager. I Locomotives giocarono la finale di tutte le tre stagioni della UFL, vincendo nel 2009 e 2010 e perdendo coi Virginia Destroyers nel 2011. I Locos furono inoltre l'unica delle quattro franchigie originarie della UFL ad essere rimasti nella loro prima città e ad aver giocato tutte le loro gare casalinghe nello stesso stadio.

## Origini
Las Vegas fu uno dei primi mercati ad essere considerato per ospitare una franchigia della UFL. Quando la UFL annunciò all'inizio del 2008 i suoi sei mercati prescelti per la stagione inaugurale, essi erano Las Vegas, Los Angeles, New York, Hartford, Orlando e San Francisco. Quando la lega ridusse il numero delle squadre a quattro, prima dell'inizio della stagione 2009, Las Vegas assorbì la squadra destinata a Los Angeles, e New York quella destinata a Hartford. Alla fine, malgrado New York e Los Angeles fossero i più grandi bacini d'utenza, a Las Vegas e Hartford furono assegnati i diritti in esclusiva per le loro squadre, e Las Vegas non giocò neppure una sola gara nell'area metropolitana di Los Angeles.
Nel 2012 avrebbe dovuto svolgersi la quarta stagione della lega, con quattro squadre all'inizio del campionato previsto per il 26 settembre 2012. La lega cessò le operazioni il 20 ottobre 2012, dopo quattro settimane, a causa di gravi problemi finanziari e di scarsa presenza di pubblico. Al momento della cessazione, i Las Vegas Locomotives erano ancora imbattuti, e quindi venne loro assegnato di diritto il titolo di campione UFL. La costante diminuzione di spettatori allo stadio per le loro partite fu tuttavia una delle cause della sospensione della lega.

## Stagioni
| Campioni UFL |

| Las Vegas Locomotives |        |        |    |   |   |                                                |                                                |
| 2009                  | UFL    | 2°     | 4  | 2 | 0 | Campioni (Florida Tuskers) 23-20 (Supp.)       | MVP finale - DeDe Dorsey                       |
| 2010                  | UFL    | 1°     | 5  | 3 | 0 | Campioni (Florida Tuskers) 20-17               | MVP finale - Chase Clement                     |
| 2011                  | UFL    | 1°     | 3  | 1 | 0 | Sconfitta in finale (Virginia Destroyers) 17-3 |                                                |
| 2012                  | UFL    | -      | 4  | 0 | 0 | Stagione cancellata                            |                                                |
| Totale                | Totale | Totale | 16 | 6 | 0 | (2009–2012, solo stagione regolare)            | (2009–2012, solo stagione regolare)            |
| Totale                | Totale | Totale | 2  | 1 | 0 | (2009–2012, solo playoff)                      | (2009–2012, solo playoff)                      |
| Totale                | Totale | Totale | 18 | 7 | 0 | (2009–2012, sia stagione regolare che playoff) | (2009–2012, sia stagione regolare che playoff) |